# 弗倫德希普 (馬里蘭州安妮阿倫德爾縣)
弗倫德希普（英語：Friendship）是位於美國馬里蘭州安妮阿倫德爾縣的一個普查規定居民點。

## 人口
根據2020年美國人口普查的數據，弗倫德希普的面積為4.65平方千米，當中陸地面積為4.65平方千米，而水域面積為0.00平方千米。當地共有人口384人，而人口密度為每平方千米82.58人。